# Бирманская кампания
Бирманская кампания (англ. Burma campaign) — боевые действия на территории Бирмы с января 1942 по июль 1945 года в ходе Второй мировой войны между британскими войсками (в том числе индийскими и бирманскими частями, а также китайскими войсками и американскими соединениями) с одной стороны и японскими войсками (включая прояпонские бирманские и индийские части), с другой.

## Накануне войны
Бирма была частью Британской империи, завоёванной в ходе трёх англо-бирманских войн в XIX веке. Первоначально она управлялась как часть Британской Индии, а с 1937 года как отдельная колония.
В 1941 году в Бирме находилась 1-я бирманская дивизия (в составе 1-й и 2-й бирманских бригад), в апреле прибыла 13-я индийская бригада (включённая в 1-ю бирманскую дивизию), в декабре — 16-я индийская бригада (резерв командующего войсками в Бирме).
Британское командование полагало, что японцы могут вторгнуться в Бирму через территорию Шанской области, по единственной дороге из Лаоса. Возможность вторжения японцев по южному пути, через Тенассерим, британцами практически не рассматривалась, поскольку через гористый и лесистый перешеек Кра можно было пробраться лишь по тропам. Исходя из этого, командующий войсками в Бирме генерал Дональд Кеннет Маклеод направил накануне войны 13-ю индийскую и 1-ю бирманскую бригады в Шанскую область, оставив на юге Бирмы только 2-ю бирманскую бригаду, которая должна была оборонять 500-км участок границы, а также города Моулмейн и Тавой, и транзитный аэродром в Виктория-пойнт (ныне Кодаун) на южной оконечности Бирмы.
В ноябре 1941 года Бирму проинспектировал генерал Уэйвелл, командующий Индийской зоной обороны. Он сообщил в Лондон, что «крайне обеспокоен масштабами неготовности бирманской обороны». Черчилль ответил, что в Бирму будет переправлена 18-я дивизия из Кейптауна, а также 6 эскадрилий бомбардировщиков. Однако обещанные подкрепления так и не прибыли.
По японскому плану захвата Бирмы, 15-я армия (в составе 33-й и 55-й дивизий) после занятия Таиланда должна была вторгнуться в южную Бирму, захватить британские аэродромы в Тенассериме (тем самым прервав воздушное сообщение Сингапура с Индией), и затем продвигаться в направлении Моулмейна и далее на бирманскую столицу Рангун.
Стратегическими целями Японии являлись захват поставщиков риса и нефти, создание плацдарма между Юго-Восточной Азией и Индией, ликвидация маршрута снабжения Китайской армии.

## Захват японцами Бирмы
В конце 1941 — начале 1942 года японские войска начали переходить границу между Таиландом и Бирмой. 20 января японцы захватили город Тавой. Там японцы начали формировать «Армию независимости Бирмы» из так называемых «такинов» (бирманских левых националистов). 8 марта японцы взяли Рангун и начали наступление на север. Не имея сил для защиты Бирмы, англичане были вынуждены обратиться за помощью к Чан Кайши. Китайские войска вошли в северную Бирму и попытались задержать японцев, но их боеспособность 
оказалась крайне низкой, в результате чего фронт развалился. Часть китайских войск смогла отступить на китайскую территорию, другие оказались отрезанными и были вынуждены с остатками британских частей пробиваться через горы и джунгли на территорию Британской Индии. К началу сезона дождей практически вся территория Бирмы была оккупирована японцами.

## Операции в 1942—1943 годах

### Южный фронт
21 декабря 1942 года британцы предприняли небольшое по масштабам (силами 14-й индийской дивизии) наступление в прибрежной бирманской провинции Аракан. Дивизия продвинулась на несколько километров вглубь бирманской территории, но была остановлена на хорошо укреплённых японских позициях. После нескольких попыток прорыва этих позиций, в апреле 1943 года индийская дивизия, понеся большие потери, отступила к индийской границе.

### Северный фронт
В феврале 1943 года индийско-бирманскую границу пересекла 77-я индийская бригада под командованием бригадира Орда Уингейта, известная под названием «Чиндиты» (чудовища бирманской мифологии) — в составе батальона гуркхов, британского батальона и бирманского батальона.
Целью рейда бригады было перерезать железнодорожную линию, проходящую с юга на север Бирмы. Первоначально рейд планировался в рамках более масштабной операции, которая была отменена из-за нехватки ресурсов.
Около 3 тысяч бойцов бригады вошли на территорию Бирмы несколькими колоннами. Бригаде удалось прервать использование железной дороги японцами в течение двух недель. Однако «Чиндиты» понесли большие потери (818 убитых, раненых и пропавших). Бригада вернулась в Индию, многие из бойцов были больны или физически истощены. Военные результаты рейда были невелики, однако имели большое пропагандистское значение для поднятия боевого духа британских и индийских солдат.

## Операции в 1944 году

### Северный фронт
В феврале 1944 года «Чиндиты» начали второй рейд в северную Бирму с целью обеспечить действия китайских войск (под командованием американского генерала Стилуэлла) по захвату маршрута снабжения из Индии в Китай. В марте для содействия 77-й бригаде «Чиндитов» в северной Бирме были десантированы по воздуху еще три британские бригады (их также стали неофициально называть «Чиндитами»).
В конце апреля в Бирму вступили китайские войска (почти 40 тысяч бойцов) из провинции Юньнань, они пересекли реку Салуин на 300-км фронте. Затем число китайских войск увеличилось до 70 тысяч, они вступили в бои против 56-й японской дивизии.
«Чиндиты» успешно действовали в тылу японских войск, однако понесли большие потери. С конца июня они по приказу командования стали отходить в Индию.

### Южный фронт
В январе 1944 года британцы начали второе наступление в Аракане силами 5-й и 7-й индийских дивизий. Их небольшое продвижение было остановлено 55-й японской дивизией.
5 февраля японцы перешли в контрнаступление. Они практически окружили 7-ю индийскую дивизию, но не смогли её уничтожить, а британцы бросили в бой ещё две дивизии и смогли отбить атаки японцев. В конце февраля бои на этом участке фронта затихли.

### Центральный фронт — вторжение японцев в Индию
В марте 1944 года японская 15-я армия в составе трёх японских дивизий и частей Индийской национальной армии начали наступление на крупный индийский город Импхал. Японцам противостоял 4-й индийский корпус (три индийские дивизии).
15 марта японцы окружили 17-ю индийскую дивизию, однако она продолжала вести бои, ей помогала 23-я индийская дивизия. В бой была брошена 50-я индийская парашютная бригада, но она была разбита силами японского полка. Затем на помощь 4-му корпусу с Араканского фронта была переброшена 5-я индийская дивизия.
В апреле индийские дивизии отбили несколько попыток наступления японцев. В конце апреля на этот участок фронта был переброшен 33-й индийский корпус.
Вскоре из-за проблем на коммуникациях снабжение японских войск практически прекратилось, тогда как британцы организовали снабжение своих частей по воздуху. Не видя другого выхода, 30 мая командир 31-й японской дивизии генерал-лейтенант Сато заявил командующему 15-й армией, что будет отступать. Командующий пригрозил трибуналом, а Сато ответил оскорблениями в адрес командующего и увёл остатки своей дивизии в Бирму (после этого генерал Сато был уволен с военной службы с формулировкой «по болезни»).
В конце июня, после поражения в Кохимской битве, японская 15-я армия была вынуждена отступить с территории Индии. Её потери за время боёв составили 55 тысяч (14 тысяч убитыми, остальные пленными, ранеными и больными). Командующий армией генерал Мутагути был снят с должности (как и все командиры дивизий его армии).
Потери индийцев и британцев составили 17 тысяч убитыми и ранеными.
С августа по ноябрь британские войска, преследуя японцев, продвинулись на территории Бирмы до реки Чиндуин. Был взят город Калева и несколько плацдармов на восточном берегу реки.
К концу 1944 года японские войска практически без боёв отступили за реку Иравади.

## Изгнание японцев из Бирмы
В феврале 1945 года началось наступление 14-й британской армии в Бирме. 33-й корпус брал город Мандалай (на реке Иравади), 4-й корпус — город Мейтхилу (120 км восточнее Иравади). Им противостояли японские 15-я и 28-я армии, а также части Индийской национальной армии.
Мейтхила была взята 3 марта, Мандалай — 20 марта. Части Национальной армии Бирмы (НАБ) перешли на сторону британцев и начали боевые действия против японцев (27 марта НАБ объявила войну «фашистскому правительству японских варваров»).
20 апреля британские войска взяли город Пьинмана (300 км севернее Рангуна), 22 апреля — город Таунгу (250 км от Рангуна). Однако 25 апреля японцы оказали упорное сопротивление британцам у города Пегу (100 км от Рангуна).
27 апреля японцы начали эвакуироваться из Рангуна, и 29 апреля там оставался лишь один батальон Индийской национальной армии и японские подрывники. 1 мая южнее Рангуна был десантирован парашютный батальон гуркхов, 2 мая 1945 в Рангуне с кораблей была высажена 26-я индийская дивизия.
Остатки японских войск в Бирме были ликвидированы к июлю 1945 года (Индийская национальная армия капитулировала ещё 18 мая).